# Covivio
Covivio (ex Batibail e Foncière des Régions) è una società francese quotata in borsa che opera nel settore immobiliare, fondata nel 1998.
La società di investimento immobiliare ha stabilito una presenza in Italia nel 2007 con l'acquisizione di Beni Stabili e si sta espandendo attraverso il suo azionista storico Groupe Delfin.

## Storia
La società è stata fondata nel 1998 a Metz da Charles Ruggieri con il nome di Batibail, prima di essere rinominata Foncière des Régions nel 2002.
Nel 2007 ha acquisito Beni Stabili, uno dei principali operatori del settore immobiliare italiano.
Nel 2010 ha venduto 30.000 m² delle Torri Garibaldi a Milano.
Nel 2018 Beni Stabili si è fusa con Foncière des Régions per diventare Covivio. Lancia un'offerta di coworking chiamata Wellio in Francia e in Italia.
Nel 2019 e 2020, Covivio venderà diversi edifici per uffici e centri commerciali per diverse centinaia di milioni di euro. L'obiettivo è concentrarsi su Milano. Nello stesso anno ha acquisito diversi hotel in Italia, tra cui Palazzo Naiadi a Roma, e a Venezia.
Nel 2024, Covivio ha annunciato un fatturato di 508,8 milioni di euro per i primi nove mesi dell'anno. Viene completato il progetto The Sign a Milano su un'ex area dismessa.

## Modello di business

### Attività
Con un modello di business basato sulla diversificazione per Paese e per prodotto, Covivio opera in tre segmenti principali: commerciale, residenziale e alberghiero. L'attività della società immobiliare europea si basa su tre pilastri: uffici, che rappresenteranno il 50% del portafoglio totale entro la metà del 2024, immobili residenziali in Germania (30%) e hotel (20%, in particolare a Roma, Firenze e Venezia). Ha un patrimonio alberghiero di 6,7 miliardi di euro. 
L'attività in Italia si concentra principalmente su Milano, in particolare sullo Scalo di Porta Romana, con la costruzione di un villaggio olimpico per i Giochi invernali di Milano-Cortina 2026, nonché sui quartieri commerciali Symbiosis e The Sign.

### Partecipazione azionaria
Elenco dei principali azionisti al 7 marzo 2023.
| Gruppo Delfin               | 27,2 % |
| Assicurazione Crédit Mutuel | 8,3 %  |
| Crédit Agricole Assurances  | 8,1 %  |
| Gruppo Covéa Finance        | 7,2 %  |
| Pubblico                    | 49,2 % |

In Italia, l'Amministratore Delegato è Alexei Dal Pastro e l'azienda conta circa cento dipendenti tra la sede di Roma e Milano. La sede principale è a Milano, città in cui si concentra oltre il 90% del portafoglio immobiliare di Covivio, costituito principalmente da immobili ad uso ufficiale per un valore complessivo di circa 3 miliardi di euro.